# Purgatorio - Canto trentatreesimo

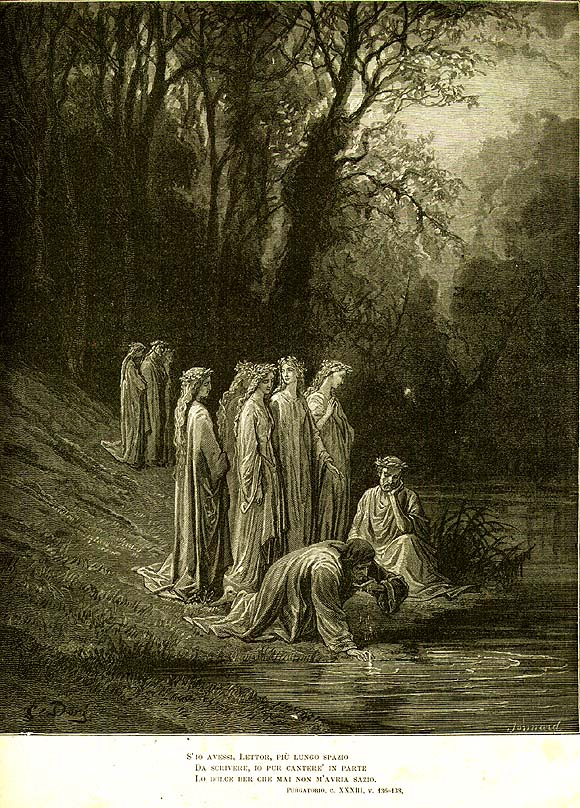
Purificazione di Dante, illustrazione di Gustave Doré

Il canto trentatreesimo del Purgatorio di Dante Alighieri si svolge nel Paradiso terrestre, in cima alla montagna del Purgatorio, dove le anime che hanno compiuto l'espiazione si purificano prima di accedere al Paradiso; siamo a mezzogiorno del 13 aprile 1300, o secondo altri commentatori del 30 marzo 1300.

## Incipit
(Anonimo commentatore dantesco del XIV secolo)

## Temi e contenuti

### Pianto delle Virtù e intervento di Beatrice- versi 1-30
Le Virtù cardinali e teologali cantano alternandosi l'inizio del salmo 78 (Deus, venerunt gentes), piangendo, e Beatrice le ascolta triste; poi avvampata in volto, risponde loro con le parole di Gesù che preannunciano l'imminenza della sua morte e resurrezione. Quindi, preceduta dalle Virtù; si incammina facendo un cenno a Dante, Matelda e Stazio perché la seguano. Dopo pochi passi sollecita Dante a camminare più svelto e a raggiungerla per poter meglio parlare con lui; lo invita quindi a rivolgerle quelle domande che vorrebbe porle e che, spiega lui, esita a formulare per troppa deferenza. Del resto, aggiunge Dante, Beatrice sa che cosa lui desidera sapere.

### Profezia di Beatrice - vv. 31-90
Beatrice commenta che ormai Dante non ha più motivo di timore o di soggezione; inizia quindi a sviluppare in senso profetico il significato delle metamorfosi del carro (la Chiesa) descritte nel canto precedente. Il carro sfondato dal serpente (scisma) è avvenimento del passato, i colpevoli del quale sono sottoposti a punizione divina. L'aquila (l'Impero) non resterà sempre senza eredi: è prossimo il tempo nel quale un «cinquecento, dieci e cinque» (in cifre romane DXV), inviato da Dio, ucciderà la meretrice e il suo amante (la Curia romana e il re di Francia).
Questo racconto, continua Beatrice, può ora apparire oscuro, ma presto i fatti stessi scioglieranno ogni enigma. Dante dunque registri le parole che ora ascolta e le riporti fedelmente ai viventi. Non deve assolutamente dimenticare di scrivere della doppia spoliazione dell'albero della conoscenza del Bene e del Male: chiunque lo danneggi compie un sacrilegio, perché Dio l'ha creato unicamente per i propri disegni e quindi è inviolabile. Adamo è stato punito infatti per più di cinquemila anni. Dante è stolto se non capisce che la pianta è altissima e capovolta per una ragione particolare: se non fosse stato sviato da pensieri attraenti ma falsi riconoscerebbe in quella forma esterna il segno della giustizia di Dio ovvero della proibizione morale di coglierne i frutti. Dato però che l'intelletto di Dante è ottenebrato al punto che la luce della verità lo abbaglia, Beatrice vuole che nella sua mente egli porti almeno abbozzato questo discorso, così come il pellegrino riporta dalla Terrasanta come ricordo e testimonianza il bastone ornato di foglie di palma.
Dante assicura che le parole di Beatrice sono impresse nella sua mente come un sigillo sulla cera; chiede poi perché le parole di lei si spingano tanto oltre le possibilità di comprensione che quanto più egli si sforza di capire, tanto più esse gli sfuggono. Beatrice risponde che questo avviene perché egli comprenda i limiti della filosofia umana che ha finora seguito, e si renda conto che la scienza umana dista dalla scienza divina quanto la terra dista dal cielo più alto e più veloce (Primo Mobile).

### Davanti all'Eunoè - vv. 91-135
Dante afferma che non si rammenta di essersi mai allontanato da Beatrice, né prova alcun rimorso. Beatrice sorridendo lo invita a ricordare che ha poco prima bevuto l'acqua del Lete e che l'oblio è chiara dimostrazione della sua colpa. D'ora in poi, assicura, le sue parole saranno semplici e accessibili alla mente di Dante ancora inesperta.
Il sole è salito quasi allo zenit quando le Virtù si arrestano al margine di un'ombra tenue come quella che in montagna si spande dalle foglie degli alberi sopra i ruscelli. Dante vede sgorgare da una sorgente due corsi d'acqua (come Tigri ed Eufrate) che lentamente si allontanano; subito egli chiede a Beatrice di che fiumi si tratti, e la donna lo esorta a chiederlo a Matelda. Questa risponde di aver già spiegato questo e si dice certa che Dante non può averlo dimenticato. Forse, commenta Beatrice, la preoccupazione più grande di comprendere tutto ciò che ha visto ha appannato la sua mente: Matelda lo guidi quindi all'Eunoè e ravvivi, come è suo compito, la sua debole capacità di ricordare il bene. Matelda con pronta gentilezza prende per mano Dante e fa cenno a Stazio di accompagnarlo.

### Fine del rito e della cantica - vv. 136-145
Dante poeta afferma che se avesse più spazio tenterebbe di descrivere la dolcezza di quel bere (l'acqua dell'Eunoè) di cui non si sarebbe mai saziato; ma le carte predisposte per la seconda cantica ormai sono esaurite, e il «fren de l'arte» non gli consente di proseguire. Ritorna dalla sacra acqua dell'Eunoè interiormente rinnovato, come una giovane pianta che si riveste di nuove fronde, ormai «puro e disposto a salire a le stelle».

## Analisi
Il canto che conclude il Purgatorio porta a compimento l'itinerario personale di purificazione del personaggio Dante e nel contempo risolve i dubbi sollevati dalle enigmatiche trasformazioni descritte nel canto precedente. Le due linee tematiche sono accomunate da una prospettiva positiva, di liberazione e di salvezza.
L'umanità e la Chiesa, sulle quali incombe un male dilagante e apparentemente invincibile, saranno, secondo la solenne profezia di Beatrice, salvate da un personaggio mandato da Dio che saprà punire i colpevoli (soprattutto fra gli uomini di Chiesa) e riporterà la giustizia, compito primario dell'Impero che ora non viene assolto perché l'Impero stesso è vacante (l'aquila senza eredi). Un'interpretazione probabile della parola latina DVX, ovvero dux, anagramma di DXV (v.43), è che con questo "condottiero" Dante alluda all'imperatore Arrigo VII di Lussemburgo, nel quale egli ripose grandi speranze, che vennero amaramente deluse nel 1313. Ad Arrigo VII Dante dedica alte parole di elogio nel canto XXX del Paradiso.
Difficoltà interpretative riguardano i vv. 56-57: la pianta «due volte dirubata» ovvero l'albero della conoscenza dovrebbe aver subito tre spoliazioni: da parte di Adamo ed Eva in occasione del peccato originale, dalle persecuzioni dell'aquila imperiale e dal gigante che ne strappa via il carro (canto XXXII). Non è facile determinare quali sono le due a cui si riferisce il poeta.
Il canto è dominato da un accento profetico che si esprime nel linguaggio solenne, a tratti ieratico (vv.5-6; 10-12) o arricchito da richiami mitologici (v.47; v.69). Nel contesto profetico occorre notare un nuovo appello di Beatrice a Dante perché custodisca la memoria di ciò che ora ha appreso e ne possa poi recare testimonianza: è il compito del poeta che essa ha già delineato con precisione nel (canto XXXII, vv. 103-105).
Proprio in vista del suo futuro compito di poeta gli è stata riservata una via di salvezza non data ad alcuno se non ad Enea e San Paolo (Inferno - Canto secondo). Dante, infatti, compiuto il faticoso cammino attraverso Inferno e Purgatorio, ha l'animo ormai rinnovato e dopo un ultimo rito è «puro e disposto a salire a le stelle». La cantica si conclude dunque con la stessa parola che chiude Inferno e Paradiso.